# Skovorodinskij rajon
Lo Skovorodinskij rajon (in russo Сковородинский район?) è un rajon dell'Oblast' di Amur, nella Russia asiatica; il capoluogo è Skovorodino. Istituito nel 1941, ricopre una superficie di circa 20.500 chilometri quadrati e consta di una popolazione di circa 31.000 abitanti.

## Centri abitati
- Skovorodino
- Lesnoj
- Erofej Pavlovič
- Bol'šaja Omutnaja
- Ajači
- Itašino
- Oročenskij
- Segačama
- Ignašino
- Jagodnyj
- Uruša
- Glubokij
- Sgibeevo
- Čitkan
- Albazino
- Osežino
- Džalinda
- Srednerejnovskij
- Taëžnyj
- Never
- Ul'ruč'i
- Solnečnyj
- Bam
- Taldan
- Tachtamygda
- Madalan
- Ol'doj